# Andi Gutmans

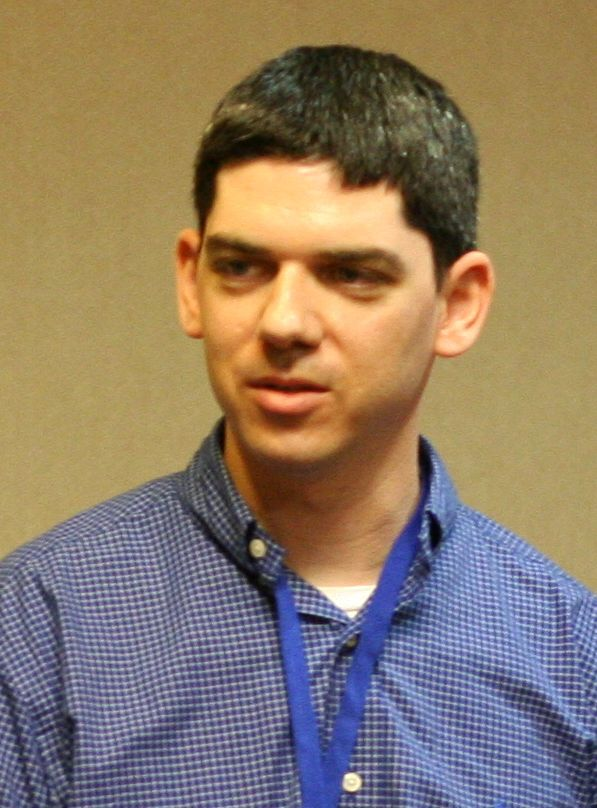
Andi Gutmans

Andi Gutmans ist ein israelischer Programmierer, PHP-Entwickler und Mitbegründer des Unternehmens Zend Technologies. 
Gutmans ist Absolvent des Technions in Haifa; zusammen mit seinem Studienkollegen Zeev Suraski entwickelte er im Jahre 1997 PHP 3. 1999 schrieb er die Zend Engine, den "Kern" von PHP 4, und gründete das Unternehmen Zend Technologies, welches seither für die PHP-Entwicklung maßgebend ist und das Gutmans derzeit als CEO leitet. Der Name Zend leitet sich aus den Vornamen der Entwickler, Zeev und Andi, ab.
Gutmans ist auch Mitglied der Apache Software Foundation; er wurde für den FSF Award for the Advancement of Free Software im Jahr 1999 nominiert.
2004 verfasste er gemeinsam mit Stig Bakken und Derick Rethans das Buch "PHP 5 Power Programming".